# Андийцы
Анди́йцы (самоназвание — гъӏваннал, авар. гӏандисел) — один из дагестанских народов андийской подветви, живущий на северо-западе Дагестана, один из коренных народов республики.
При российских переписях основная часть андийцев входила в состав Андийского округа, где с другими андо-цезскими народами составляли бо́льшую часть населения. В архивном документе 1888 года, андийцы отмечены отдельно от аварцев со своим родным андийским языком. Однако, уже позже, в российских и советских  переписях населения (исключая перепись 1926 года) их уже причисляли к аварцам. Исторические села андийцев расположены на южных отрогах Андийского хребта, по левым притокам Андийского Койсу. Этноним образован от названия самого большого из сел, населённых представителями данной народности — села Анди (Ботлихский район Дагестана).

Андийцы являются самым крупным из группы андийских народов, в которую кроме носителей собственно андийского языка входят ахвахцы, багулалы, ботлихцы, годоберинцы, каратинцы, тиндалы, чамалалы.

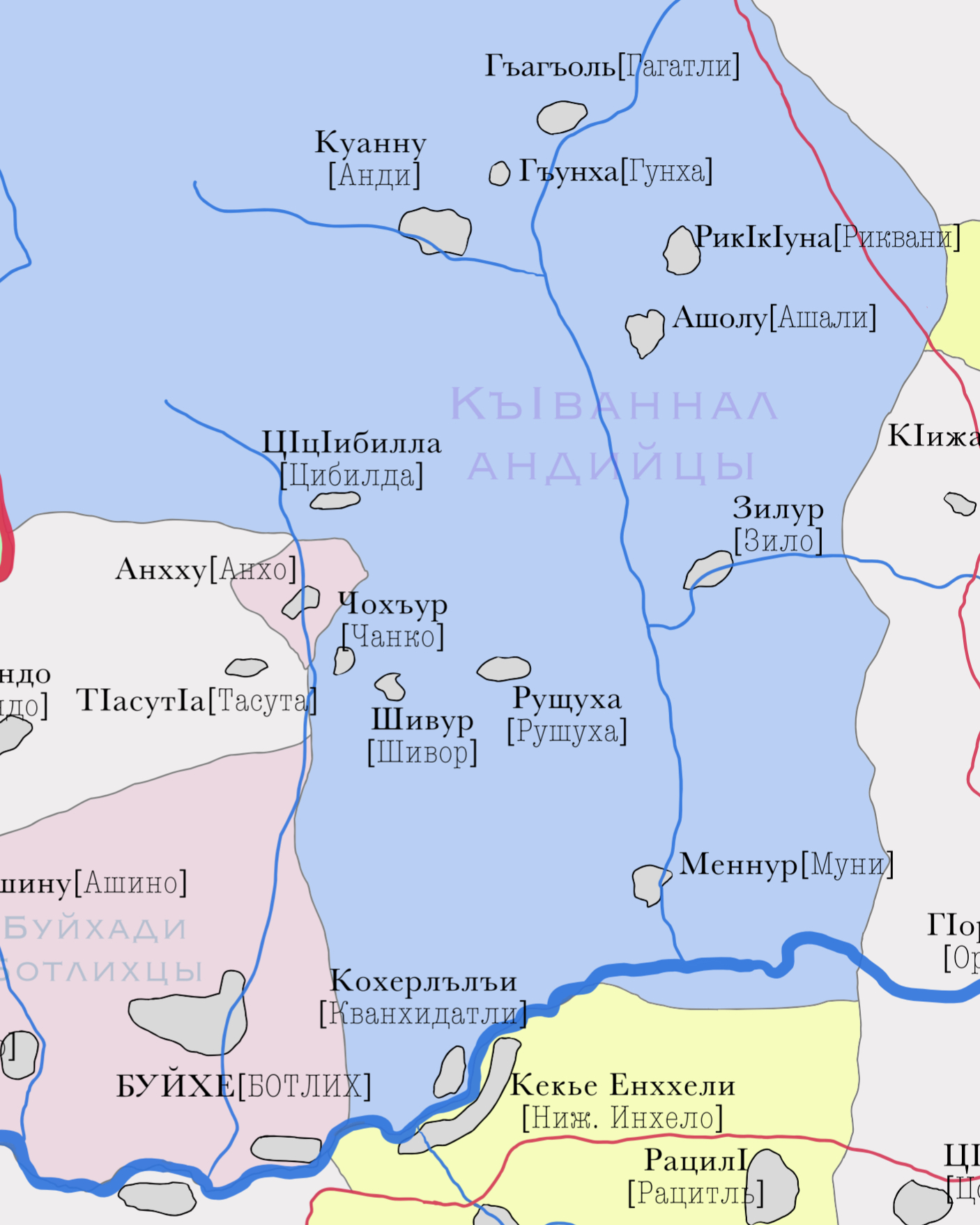
Андийские села в горной зоне (отмечены синим цветом). Названия приведены на андийском языке.

## Этноним
Этноним «андийцы» происходит от аварского названия села Анди (авар. Гlанди). Самоназвание андийцев — гъӏваннал /ɢʷanːal — происходит от андийского названия этого села — Гъӏванну /ɢʷanːu/.

## Численность и расселение
Андийцы живут в сёлах Ашали, Анди, Гагатли, Гунха, Зило, Кванхидатли, Мехетури, Муни, Риквани, Рушуха, Хандо, Цибилта, Чанко, Шивор Ботлихского района, в селе Новогагатли и в микрорайоне Андийский посёлок Хасавюртовского района, а также в селе Бутуш Бабаюртовского района. Совместно с другими народами также живут в сёлах Аксай, Пятилетка, Кокрек, Дзержинское Хасавюртовского района. Много переселенцев живут в Кизилюртовском, Бабаюртовском, Новолакском, Кизлярском и Тарумовском районах.
По переписи 1926 года, в СССР проживало 7840 андий (андийцев). В последующих переписях населения СССР андийцы не выделялись как этническая группа, а включались в состав аварцев, так как не имеют своей письменности  и потому что маленькая численность нации. По приблизительным сведениям, полученных из докладов экспедиций и научных книг, в 1958 году их насчитывалось 8 тыс., а в 1967 году — 8—9 тыс. человек. По переписи 2002 года, в России 21 808 человек идентифицировали себя как андийцы, которые были включены как этническая группа в составе аварцев. Из них 21 270 человек проживали в Дагестане. Перепись 2010 года зафиксировала в стране 11 789 андийцев. Всего же, по оценкам того же года, их численность составляет около 25 тыс. человек.

## История
Андийцы — один из древнейших коренных народов Дагестана, предки которого появились в регионе в бронзовом веке. Андийцы отличались склонностью к торговле и предпринимательству, владели несколькими языками, были красноречивы и остры на язык. Главный предмет материальной культуры, прославивший народ на века, традиционная андийская бурка, защищавшая от пуль, кинжалов и непогоды. Раннебронзовая эпоха считается временем освоения региона древними предками андийцев. Вблизи села Гагатль (также Гагатли) обнаружены следы поселения, относящегося к III—II тысячелетию до нашей эры. Первые достоверные упоминания народа относятся к IX веку до нашей эры в памятнике «Торжественная надпись» царя Саргона II ассирийского. В нём сообщается, что царь «завоевал андийца», захватив 4 200 жителей. Однако самоназвание андийцев къӏваннал, что вызывает сомнение достоверности этого факта.
В начале нового тысячелетия древние андийцы разделились на две группы:
1. обитавшие в нижнем течении Андийского Койсу: жили обособленно, позднее были ассимилированы аварцами;
2. занявшие территории среднего и верхнего течения Андийского Койсу, разделились на 8 родовых племён, потомки которых сегодня составляют группу андийских народов.

В Средние века произошло вторжение Тамерлана, приведшее к проникновению и укоренению в регионе ислама. После падения Казикумухского шамхальства андийцы создали собственное независимое государство, впоследствии получившее известность как «федеративная республика Андия». Власть находилась в руках ежегодно избираемых правителей общин, народного Совета старейшин. Суд осуществлялся по шариату или судебникам, в зависимости от джамаата законы могли различаться.
В годы Кавказской войны андийцы встали под флагами идейного вдохновителя Шамиля, выставив в бои порядка 1000 конных воинов. В 1921 году народность вошла в состав сформированной новым правительством Дагестанской АССР. В годы советской власти в регионе запретили производство бурок, поскольку считалось, что это отвлекает местных жителей от колхозных работ. 1930-е годы андийцы как и ряд других народов андо-цезской языковой группы включены в состав аварцев (в Азербайджане в это же время в состав азербайджанцев включены крызы, будухцы и др. народы).
Андийцы, согласно топонимическим данным, в древности занимали обширную территорию вниз по течению Андийского Койсу и в Гумбете. Названия аварских селений Мехельта (авар. МелъелтӀа), Аргвани (Аргъвани), Шабдух (Щаб-духъ), Ичичали (Ичичӏали), Верхнее Инхо и Нижнее Инхо, Игали (Игьали), Тлянтляри (Лъанлъари), Чирката (Чӏиркъатӏа), Бетли (Бекьиль), Унцукуль (Онсо-коло) и другие, как и значительная часть иных топонимов, андийского происхождения. Позднее указанная группа андийцев, очевидно, была ассимилирована авароязычным населением.

## Язык
Андийцы говорят на андийском языке, который имеет два диалекта — верхнеандийский и нижнеандийский. Почти все андийцы, проживающие в сельской местности, владеют родным языком, им владеют также горожане. Среди андийцев распространены также аварский и русский языки. Письменность — на основе кириллицы.

## Общество и Религия
Большая часть андийцев придерживается традиционной для региона религии, исповедуя ислам суннитского толка шафиитского мазхаба.